# Neocron
Neocron ist eine Computerspielreihe, die dem Genre der MMORPG/FPS angehört und von Reakktor Media unter der Leitung von Martin Schwiezer erschaffen wurde. Das Spiel findet ausschließlich auf vom Entwickler kommerziell betriebenen Servern statt, welche eine postapokalyptische Welt simulieren, in der sich bis zu mehrere hundert Spieler gleichzeitig bewegen können. Der Entwickler gibt als Genre Cyberpunk an, obwohl sich auch viele Elemente der klassischen Science Fiction (Hochtechnologie) und Dark Future (Endzeit) im Spiel finden lassen.

## Welt
Die Spielwelt von Neocron ist in Sektoren ("Zonen") gleicher Größe aufgeteilt. Ein Zonenwechsel ist daher nicht fließend, sondern verlangt immer ein Synchronisieren mit dem Welt-Server. Abhängig vom Gelände können die Spieler jedes Gebiet auf Straßen (oder querfeldein) erreichen, im späteren Verlauf können die Gebiete auch mit Fahrzeugen (Boden/Luft) erkundet werden. Die Gebiete unterscheiden sich in ihrer Vegetation und Beschaffenheit. Es existieren sumpf-ähnliche Gebiete mit Wasserflächen sowie ausgedehnte Wüstengebiete, stark bewachsene Wälder und Gebiete, in denen offenbar kein Leben mehr möglich ist, so dass sich nur Roboter dort aufhalten.
Die Sektoren enthalten Monster ("Mobs"), die für Quests, das Erfarmen von Gegenständen und das Sammeln von Erfahrung ("EXP") vorgesehen sind. Der Schwierigkeitsgrad der Monster ist unterschiedlich, einfache Monster finden sich in der Regel nahe den großen Städten, während sehr starke Monster sich in entlegenen Gebieten aufhalten.
Über die gesamte Karte sind verlassene Außenposten ("Outposts", "OPs") verteilt. Diese Anlagen können von Clans (Spielergruppen) erobert werden, wodurch dieser Clan, die zugehörige Fraktion zum Clan oder jeder Spieler aller Fraktionen einen bestimmten Bonus auf ein Talent ("Skill") bekommt. Die Bonusverteilung ist abhängig von den vom Besitzer gewählten Einstellungen des Außenpostens. Die Außenposten bilden einen wichtigen Bestandteil im Kampfsystem von Neocron, vor allem für das "Endgame" des MMOs.

## Städte
In Neocron 2.2 gibt es große Städte, in denen sich die Spieler die meiste Zeit aufhalten: Neocron City, Tech Haven, der Canyon und die Military Base. Diese Städte sind in Sektoren aufgeteilt, sie bieten Händler, Fraktions-Hauptquartiere, Spieler-Appartements, Level-Orte und Versammlungsplätze. Zu Beginn von Neocron 2 gab es die Stadt Dome of York ("DOY"), in welcher sich die gleichen Einrichtungen befanden. Im weiteren Verlauf der Hintergrundstory des Rollenspiels wurde der Dome of York jedoch durch eine Bombe vernichtet und ausgebrannt. Die Ruinen des Dome of York sind weiterhin begehbar, jedoch sind alle Einrichtungen "zerstört" worden und vorhandene Spieler-Appartements wurden nach Neocron verlegt.
Neocron City

Die Stadt Neocron liegt im Süden und besteht aus vier großen Sektoren, welche sich ebenfalls in kleinere Zonen aufteilen. Jeder große Sektor entspricht einer anderen Veranlagung. Spielern ist es möglich, in jedem Sektor eigene Appartements zu besitzen.
Der Plaza Sektor gilt als Handelsplatz innerhalb Neocrons, in dem die Spieler ihre Dienste anbieten. Der Via Rosso Sektor stellt das vornehmste Wohngebiet in Neocron dar. Hier befinden sich die schönsten und teuersten Appartements für Spieler. Der Pepper Park Sektor ist auf das Vergnügen ausgelegt: Hier befinden sich Strip Clubs, Peep Shows, Prostituierte und zwielichtige Händler in Form von Nicht-Spieler-Charakteren ("NPC"). Die Outzone definiert sich durch Lagerhäuser und Maschinengebäude.
Nach der Zerstörung des Dome of York befinden sich die meisten Fraktions Hauptquartiere (bis auf die der Tech Angels und des Twilight Guardian) wieder in Neocron.
Tech Haven

Ungefähr in Mitte der Weltkarte liegt unter Tage die Forschungs-Stadt Tech Haven. Während in Neocron verschiedene Fraktionen die Vorherrschaft über einige Sektoren haben, so besitzt nur eine einzige Fraktion Tech Haven. Die Bewohner Tech Havens haben sich der Forschung verschrieben und versuchen, so gut es geht, neutral zu bleiben, neigen aber der Rebellion zu und sind dadurch mit einigen der Fraktionen in Neocron City verfeindet.
Military Base

Im Norden liegt die gewaltige Festung der Söldner ("City Mercs"), die Military Base. Das Innenleben erstreckt sich über mehrere Stockwerke, und die Einrichtungen sind meistens nur auf das Nötigste begrenzt.
Der Canyon

Im Osten befindet sich der Canyon, welcher ebenfalls nur von einer einzigen Fraktion ("Twilight Guardian") beherrscht wird. Der Canyon gilt als die Basis der Rebellen, die gegen die Regierung Neocrons und deren Verbündeten kämpfen.

## Charakterentwicklung
Die Spielfigur, im Neocron-Slang auch als „Runner“ bezeichnet, kann aus vier grundverschiedenen Charakter-Klassen ausgewählt werden. Das verfügbare Repertoire reicht vom starken und robusten Supersoldaten („Tank“), über den intelligenten und geschickten Spion („Spy“), bis hin zum mental über- und körperlich unterentwickelten „Psi Monk“. Zu guter Letzt gibt es, wie in fast allen Rollenspielen, einen Allrounder („Private Eye“), der von allen Fähigkeiten etwas hat, jedoch keine davon auf das Maximallevel von 100 bringen kann. Jedoch kann ein Private Eye mit ausreichenden Fähigkeiten und genügend Spielergeschicklichkeit sich genauso behaupten wie jede andere Klasse auch.
Dem Spieler stehen zudem vielfältige Berufe zur Verfügung, welche teilweise abhängig von der gewählten Klasse sind. Bestimmte Berufe können nur jeweils von einer wirklich meisterlich beherrscht werden. Vom Hacker, der in die alternative Welt des Cyberspace abtaucht (das "Hacknet"), über den Techniker, der allerhand Gegenstände und (vor allem) Waffen erforscht oder herstellt, bis zum gemeinen Soldaten, der für seinen Clan in Schlachten um die in den Wastelands verteilten Außenposten kämpft.

## Fraktionen
Während der Charaktererstellung muss sich der Spieler für eine Fraktion entscheiden. Die Fraktionen unterscheiden sich dabei in ihrer Philosophie und ihrem Verhalten gegenüber anderen Fraktionen. Ein Charakter kann nur einer Fraktion angehören, er kann aber bei anderen Fraktionen Sympathie Punkte sammeln, falls er sich entschließt zu diesen zu wechseln. Die Fraktionen stehen sich dabei entweder freundlich, feindselig oder neutral gegenüber.
City Admin

Der City Admin obliegt die Verwaltung der Stadt Neocron und ist für den Schutz ihrer Bürger zuständig. Dies erreicht sie durch die sogenannten CopBots, die in den inneren Sektoren Neocrons patrouillieren. CopBots sind Roboter, ausgestattet mit Ethik-Chips, die exekutive Gewalt ausüben. Sie sind Richter und Geschworene in einer Person und können Straftäter sofort exekutieren.
Tangent Technologies Incorporated

Ein Waffenproduzent, dessen Produktpalette von der Pistole über Körper-Rüstungen bis hin zu schweren Waffen alles beinhaltet. So stellt es neben normalen Schusswesten auch die sogenannten Power-Armors her. Dies sind Ganz-Körper-Rüstungen, die den Träger vollständig umschließen und seine Fähigkeiten und Widerstandskräfte erheblich steigern. Die Produkte sind qualitativ hochwertig und entsprechend teuer. Tangent verkauft seine Produkte an jeden der genügend Credits aufbringen kann.
Biotech Industries Incorporated

Im Bereich des Human Engineering steht Biotech an erster Stelle. Das Unternehmen bietet alles um den eigenen Körper stärker und leistungsfähiger zu machen. Künstliche Augen, verbesserte Herzen und Gehirn-Implantate sind nur ein kleiner Ausblick auf dessen Sortiment.
ProtoPharm Incorporated

Das Unternehmen stellt hauptsächlich Medikamente her. Ebenfalls stellt es aber auch leistungssteigernde Präparate her, die es den Spieler ermöglichen schneller zu laufen oder bestimmte Fähigkeiten kurzzeitig stark zu steigern.
Neocron Exploration Technology Incorporated

N.E.X.T. ist ein Transport- und Fahrzeugbau-Unternehmen und betreibt die sogenannten Hovercabs in Neocron. Dies sind Straßenbahnen, die die Sektoren in Neocron verbinden. Neben diesem zivilen Aspekt hat sich N.E.X.T. allerdings auch der militärischen Nutzung verschrieben. So stellt es neben zivilen Boden- und Luft-Fahrzeugen auch militärische Varianten dieser her.
Diamond Real Estate

Der Großteil der Gebäude in Neocron City gehört der Immobilienverwaltung Diamond Real Estate.
Tsunami Syndikat

Diese Organisation herrscht über die Prostitution im Pepper Park, ebenso über das Glücksspiel.
Black Dragon Clan

Eine Gesellschaft, die sich im schwarzen Markt betätigt. Der Clan handelt mit illegalen Medikamenten, Waffen, Immobilien und alles was Profit verspricht.
Brotherhood of Crahn

Obwohl es keine Religionen in der Welt von Neocron gibt, bilden die Anhänger der Bruderschaft die einzige Ausnahme. Sie verehren in ihren religiösen Wahn eine Person namens Crahn. Obwohl Crahn schon vor langer Zeit verschwand, glauben dessen Anhänger geradezu fanatisch an dessen Rückkehr.
Fallen Angels

Die Fallen Angels, auch Tech Angels genannt, beherrschen die unterirdische Stadt Tech Haven. Sie haben sich der Forschung verschrieben und ihre Mitglieder weisen einen höheren Prozentsatz an künstlichen Verbesserungen auf als den anderer Fraktionen.
City Mercs

Die Mercs sind Söldner und stellen fast jedem ihre Dienste in Aussicht, vorausgesetzt er hat die nötigen Geldmittel. Die Basis der City Mercs ist die Military Base.
Twilight Guardian

Eine Rebellen Organisation die vom Canyon im Osten operiert. Ihr erklärter Hauptfeind ist die Regierung Neocrons, aber auch allen die ihr folgen. Die Gruppe verübt hauptsächlich terroristische Attentate in Form von Bombendrohungen und Morden.

## Spielperspektive
Der Spieler kann die Welt aus der Egoperspektive und einer Third-Person-Perspektive betrachten. Die Aktionen der Spielfigur erfolgen wie bei einem Ego-Shooter üblich durch Zielen mit dem Fadenkreuz, also ohne beweglichen Mauszeiger.

## Neocron 2
Neocron 2 ist das ursprünglich als Erweiterung (Expansion) für Neocron angekündigte „Neocron: Beyond Dome of York“.
Man entschied sich seitens des Entwicklers und Publishers aus Gründen des Marketings und des deutlich angewachsenen Umfangs der Expansion letztendlich jedoch für eine Veröffentlichung als eigenständiges Produkt unter dem Titel „Neocron 2: Beyond Dome of York“. Dementsprechend ist der Besitz des Originalspiels nicht notwendig (was für eine Erweiterung normalerweise charakteristisch ist). Zu den größten Änderungen zählen unter anderem die neue Stadt „Dome Of York“, das neue Gameplay und ein umfangreiches Facelifting bestehender Areale & Models. Zudem wurde eine Reihe von Maßnahmen zur Unterbindung und Protokollierung von Cheats und Exploits implementiert. Knapp ein halbes Jahr, nach dem Release der Fortsetzung wurden die Server für Neocron 1 auf Grund der schwierigen Wartbarkeit und der geringen Spielerauslastung abgeschaltet. Da freie Server von Seiten der Hersteller verboten sind, gibt es keine Möglichkeit mehr diese Version zu spielen.
Einige der Änderungen wurden von Teilen der Spielerschaft stark kritisiert – so wurde zum Beispiel bemängelt, dass das Spiel durch die umfangreichen Änderungen am Fraktionsgefüge viel vom ursprünglichen Action-Potential verloren habe.
ReaKKtor veröffentlichte mit Neocron Evolution 2.2 im Mai 2007 einen Patch, der eine Neugestaltung des Kampfsystems bedeutete, daraufhin erschien im November des gleichen Jahres eine komplette Überarbeitung des Fraktionsgefüges, welches stark dem von Neocron 1 ähnelt.
Die gravierendste Änderung bei diesem Patch erfuhr aber die seit der Expansion Neocron 2: Beyond Dome of York eingeführte Stadt „Dome of York“, welche von den Spielern kurz „DoY“ genannt wird. Seit seiner Einführung war der „DoY“ eine Stadt mit Geschäften und Appartements, in der auch einige Fraktionen und die den Fraktionen angehörigen „Runner“ beheimatet waren. Bei dem Patch Neocron Evolution 2.2 im Mai 2007 jedoch wurden alle Hauptquartiere der Fraktionen sowie alle Appartements der ansässigen „Runner“ aus dem „Dome of York“ nach Neocron, nach TechHaven und in den Canyon verlegt; ferner wurden alle Geschäfte und bis auf einen alle „GenReplikatoren“ (eine Art Beam-Station) entfernt.
Der „DoY“ wurde zu einem Dungeon mit sehr vielen NPC-Feinden („Mobs“) umfunktioniert. Weiterhin wurde eine Mission hinzugefügt, welche ausschließlich in einer großen starken Gruppe bewältigt werden kann.

## Entwickler
Das deutsche Unternehmen Reakktor Media entwickelte Neocron und Neocron 2. Der Publisher 10tacle vermarktete das Spiel im Jahr 2007. Neocron 2 war eines der letzten Spiele die von Acclaim vertrieben wurden.
Freie Server sind nicht zugelassen und werden entsprechend der Neocron-Nutzungsbedingungen geahndet. Die ReaKKtor Media GmbH plant auch keinerlei Freigabe zur Entwicklung eines Server Emulators. Dennoch wird mit TinNS an einem Emulator programmiert.

## Bugs
Neben Synchronisationsfehlern, die Client und Server trennen, gibt es Fehler im Fertigkeits- und Kampfsystem, in der Gegner-KI und im Wirtschaftssystem des Spiels. Zudem enthält das Spiel Exploits, Fehler in der Spielmechanik. Die aktive Ausnutzung von Exploits wird von der Reakktor Media GmbH, wie dies auch in anderen Online-Rollenspielen anderer Hersteller gehandhabt wird, gemäß den geltenden AGB und Spielregeln geahndet (z. B. dauerhafter Ausschluss vom Spiel).

## Zusätzliche Informationen
- Neocron wird laut dem Hersteller REAKKTOR MEDIA GmbH trotz der Insolvenz der Muttergesellschaft 10tacle AG weiterhin betrieben und entwickelt
- ultimate networX ist ein 2007 gegründetes freies Entwicklerteam, welches authentifizierte Utilities und Services für Neocron anbietet
- Der Neocron-Entwickler Reakktor wurde nach der Insolvenz von 10tacle wieder unabhängig, entwickelte das Space-MMO Black Prophecy in Zusammenarbeit mit dem Browsergamevermarkter Gamigo und dachte über eine weitere Fortsetzung – Neocron 3 – nach.
- REAKKTOR MEDIA GmbH ist seit dem 15. Februar 2012 wieder insolvent, die Zukunft von Neocron soll aber weiterhin gesichert sein.
- NEOCRON wird momentan vom ehemaligen Volunteer-Team betrieben und weiterentwickelt, somit erfährt das Spiel wieder eine aktive Entwicklung.

## Community-Projekte
- Neocron Classic
- Neocron Evolution